# Dave Nonis
David M. Nonis (Burnaby (Brits-Columbia), 25 mei 1966) is een Canadese oud-ijshockeyspeler en de oud-general manager van de Vancouver Canucks.
Nonis speelde ijshockey in de NCAA competitie in Amerika voor het team van de universiteit van Maine. Hij scoorde 14 goals en 78 punten in 153 wedstrijden tussen 1984 en 1988. Hij was hier ook de laatste 2 jaar captain van de Maine Bears. Hij heeft nog enkele tijd in Denemarken als prof gespeeld voordat hij terugkeerde in Maine als assistant coach.

## General manager
In 2004 verving Dave Nonis de GM Brian Burke. De Canucks deden het op zich best aardig, het maakte alleen geen winst. Vooral nadat dure spelers als Mark Messier en Aleksandr Mogilny waren aangetrokken.
Uiteindelijk zullen de Canucks in de 3 jaar dat Nonis GM was 2 keer de play-offs missen. Enkel in het 2e seizoen haalde de Canucks de play-offs waarin ze de Dallas Stars versloegen en uiteindelijk verloren van de latere kampioen de Anaheim Ducks.

## Ontslag
Hoewel Nonis zorgde dat de Canucks weer winst maakte, bleven de prestaties achterwege. Door middel van veel Free Agents probeerde hij telkens het team te redden. Zijn meest succesvolle zet was om Todd Bertuzzi, Brain Allen en Alex Auld te ruilen voor de super goalie Roberto Luongo, wat vooral het 1e seizoen een meesterzet bleek te zijn. Er werd immers record na record verbroken.
Op 14 april 2008 werd Nonis ontslagen omdat de Canucks 2 x in 3 jaar de play-offs hadden gemist.